# راشگوماهیان
راشگوماهیان (Polynemidae) خانواده‌ای از ماهیان هستند.
از این خانواده سه گونه در آب‌های جنوبی ایران وجود دارد:
- راشگو معمولی
- راشگو مخطط
- راشگو شش‌خط